# Мигалик, Ондржей
О́ндржей Ми́галик (чеш. Ondřej Mihálik; род. 2 апреля 1997, Яблонец-над-Нисоу, Северочешский край) — чешский футболист, полузащитник клуба «Градец-Кралове».

## Карьера
Мигалик является воспитанником «Яблонца». 13 сентября 2014 года дебютировал в чешском чемпионате в поединке против «Пршибрама», выйдя на замену на 89-й минуте вместо Яна Копца. Всего в дебютном сезоне провёл 4 встречи. В сезоне 2015/2016 был отдан в аренду футбольному клубу «Селье и Белло», где также провёл 4 встречи, после чего вернулся в «Яблонец» и в семи встречах забил два мяча. Дебютный мяч в профессиональном футболе состоялся в день девятнадцатилетия в поединке против «Фастава», отправив мяч в сетку на 50-й минуте, спустя пять минут после выхода на поле. Начиная с сезона 2016/2017 - основной игрок команды.
Также Ондржей Мигалик являлся основным игроком молодёжных сборных команд. Был капитаном команд.